# Clathurella
Genre
Synonymes
- Mangelia (Clathurella)
- Mangilia (Clathurella) Carpenter, 1857
- Pleurotoma (Clathurella)

Clathurella est un genre de mollusques gastéropodes marins de l'ordre des Neogastropoda et de la famille des Clathurellidae ou des Conidae, selon les classifications.

## Espèces
Selon World Register of Marine Species (1er octobre 2019) :
- Clathurella aubryana (Hervier, 1896)
- Clathurella canfieldi Dall, 1871
- Clathurella capaniola (Dall, 1919)
- Clathurella colombi Stahlschmidt, Poppe & Tagaro, 2018
- Clathurella crassilirata E. A. Smith, 1904
- Clathurella eversoni Tippett, 1995
- Clathurella extenuata (Dall, 1927)
- Clathurella fuscobasis Rehder, 1980
- Clathurella grayi (Reeve, 1845)
- Clathurella horneana (E. A. Smith, 1884)
- Clathurella leucostigmata (Hervier, 1896)
- Clathurella perdecorata (Dall, 1927)
- Clathurella peristernioides (Schepman, 1913)
- Clathurella pertabulata (Sturany, 1903)
- Clathurella pierreaimei Ceulemans, Van Dingenen & Landau, 2018 †
- Clathurella rava (Hinds, 1843)
- Clathurella subquadrata (E. A. Smith, 1888)
- Clathurella verrucosa Stahlschmidt, Poppe & Tagaro, 2018

En outre, il existe de nombreux noms douteux, ainsi que de nombreux synonymes.
Autres noms:
- Clathurella elegans (Donovan, 1803)